# Geteilte Führung
Geteilte Führung (engl. shared leadership) bezeichnet die Verteilung von Führung auf unterschiedliche Akteure in dem Sinne, dass es in einem Team nicht nur einen, sondern mehrere Führende gibt.
Es handelt sich um einen etablierten Ansatz der Führungsforschung. Verwandte und teilweise synonym gebrauchte Konzepte sind die
kollaborative Führung, die komplementäre Führung und die distributive Führung. Geteilte Führung (Shared Leadership) ist eine Form pluraler Führung (Plural Leadership).

## Definitionen
Geteilte Führung lässt sich unterschiedlich definieren, wobei alle Definitionen ein ähnliches Phänomen beschreiben, nämlich das Führen durch mehr als nur eine Person bzw. die Aufteilung des Führungshandelns auf unterschiedliche Beteiligte.
Pearce und Sims definieren sie als eine Führung, die von Teammitgliedern ausgeht und nicht nur einfach von einem ernannten Führenden. Pearce und Conger verstehen unter ihr einen dynamischen, interaktiven Beeinflussungsprozess zwischen Individuen und Gruppen mit dem Ziel, einander zu führen, zur Erreichung von Gruppen- oder Organisationszielen oder beidem. Dieser Einfluss beinhalte oft laterale Beeinflussung, also durch Gleichrangige, zu anderen Zeiten aufwärtsgerichtete oder abwärtsgerichtete hierarchische Beeinflussung. Des Weiteren entstehe Geteilte Führung, wenn Gruppenmitglieder die Rolle des Führenden aktiv und zielgerichtet aneinander abgeben, so wie es die Umwelt oder die Bedingungen erfordern, innerhalb derer die Gruppe operiert. Hoch und Dulebohn sind der Meinung, Geteilte Führung beschreibe eine kollektive Team-Führung durch die Teammitglieder und sei charakterisiert durch kollaboratives Entscheiden und geteilte Verantwortung für die Ergebnisse.
Wie Pearce, Manz and Sims zusammenfassend feststellen, beinhalten alle Definitionen der geteilten Führung einen Beeinflussungsprozess, der auf mehr als nur hierarchisch abwärtsgerichteter Beeinflussung von Gefolgschaften oder Mitarbeitern durch einen ernannten Führenden beruht. Zudem beschreiben fast alle Konzepte die breite Verteilung von Macht und Einfluss innerhalb einer Gruppe von Individuen und stellen sie der einer Bündelung von Macht und Einfluss in den Händen einer einzigen, die Rolle des dominanten Anführers einnehmenden Person gegenüber.